# ドナルド・ウィルズ・ダグラス・シニア
ドナルド・ウィルズ・ダグラス・シニア（英語: Donald Wills Douglas Sr.、1892年4月6日 – 1981年2月1日）は、アメリカ合衆国の実業家、エンジニア。ダグラス・エアクラフト（後のマクドネル・ダグラス）を創業した航空界のパイオニアとして知られる。

## 前半生
1892年4月6日にニューヨーク州ニューヨークのブルックリン区にて、ナショナルパーク銀行の行員の息子として誕生した。スコットランド系の家系であり、トリニティ教会学校に通った。
1909年に卒業後はメリーランド州アナポリスの海軍兵学校に入学した。この前年の秋には16歳であったダグラスは、母親を説得してフォートマイヤーでのライトフライヤー号の試験飛行を見に行っており、既に航空機マニアとなっていた。その後彼はアナポリスの寮の部屋でゴムバンドやその他のモーターを使った飛行機の模型を作っては、アカデミーの敷地内や兵器庫でテストしていた。1912年に彼は航空工学のキャリアを追い求めて兵学校を辞めた。
グローバー・ローニングとグレン・カーチスに就職を断られたダグラスは、マサチューセッツ工科大学に入学した。彼は航空工学で初めて理学博士を本来は4年のマサチューセッツ工科大学のコースを半分の期間で卒業し、残りの期間はジェローム・ハンセーカー教授の助手を務めた。

## 初期の技術者としてのキャリア
1915年にダグラスはシコルスキー社に入社し、海軍初の飛行船であるDN-1の設計に参加した。1915年8月にダグラスはグレンマーチン社に入社し、23歳の時にチーフエンジニアとしてマーチンS水上機を設計した。グレン・マーチン社がライト社と合併してライト・マーチン社となった直後、ダグラスは1916年11月に辞職し、アメリカ陸軍通信隊航空部門の民間航空技師長に就任した。その後まもなく、ダグラスはオハイオ州クリーブランドにあった、新たに設立されたグレン・L・マーチン社に戻り、再びマーチン社の主任技術者となった。ダグラスはそこでマーチンMB-1爆撃機を設計した。
1920年3月にダグラスは年収1万ドル（2019年の12万8000ドルに相当）あった仕事を辞めてカリフォルニアに戻り、1916年にシャーロット・マルグリット・オーグと出会って結婚した。2人の間で長男のドナルド・ウィルズ・ダグラス・ジュニアら4人の息子と娘1人が誕生した。
彼は間も無くパートナーのデイビッド・デイビスから4万ドルの融資を受けて、自身にとって最初の航空機会社であるデイビス・ダグラス・カンパニーを設立した。彼らは共同で、アメリカ東海岸から西海岸までノンストップで飛行できる航空機であるダグラス・クラウドスターの開発を試みた。この試みは成功せず、デイビスはパートナーシップから離れてダグラスのダグラス・エアクラフトを新たに設立した。

## 第二次世界大戦
ドナルド・ダグラスは非常に高く評価された技術者であり、大胆な企業家であっただけでなく、第二次世界大戦が近づくにつれて彼は驚くほど先見の明があることを証明した。日本軍による真珠湾攻撃の1年半前、ダグラスは「アメリカの航空にとって運命の時」であると既に記していたのである。彼は航空機産業がその必要性を満たすことができるという確信のもとに、航空機を小ロットで生産する小さな会社から、生産ラインベースで航空機を生産する会社へと転換する方針を示した。航空機産業はアメリカの産業の中で41位から5年足らずで1位の座を占めるようになり、1922年には従業員68名の小さな会社であったダグラス・エアクラフトは、アメリカで第4位の大企業へと急成長した。
アメリカは全体主義国家群を圧倒した。国防諮問委員会のウィリアム・S・クヌードセンが「我々が勝利したのは、敵を生産の雪崩で窒息させたからである」と考察したように、ドナルド・ダグラスは 「これは自由人が奴隷を凌駕することができるという証拠だ」と要約した。

## 戦後
ダグラスは1957年に社長の座を子のドナルド・ダグラス・ジュニアに譲り、自らは取締役会長に退いた。
1967年に同社は航空会社向けのDC-8・DC-9・軍用攻撃機A-4の需要に答えるため生産拡大に苦心していた。品質やキャッシュフローの問題・DC-10の開発費・ベトナム戦争による物資不足が相まって、マクドネル・エアクラフトとの合併による同年4月28日のマクドネル・ダグラスの設立に至った。
ダグラスは1981年2月1日に88歳で死去するまで、マクドネル・ダグラスの名誉会長を務めた。海を生涯愛していた彼は火葬された後に太平洋に散骨された。

## 人物
1921年に設計・制作したダグラス・クラウドスターは、無着陸で大陸横断飛行を可能とするという当初の目標は達成できなかったものの、初めてペイロードが機体重量を上回った航空機となった。同年にダグラス・エアクラフトを設立し、彼のリーダーシップのもとでダグラス社は民間航空機業界のリーダー的存在となり、ライバルであるウィリアム・ボーイングや彼が設立したボーイング社と数十年に渡る覇権争いを繰り広げた。ダグラス社は特に、革新的で大成功を収めたダグラスDC-3と、第二次世界大戦中に人気を博した軍用輸送機C-47で優位に立ち、世界大戦開戦当時は全民間航空機の80パーセントのシェアを誇った。しかしジェット時代には遅れを取り、ボーイング社の後塵を拝することとなった。そして1957年に引退した。

## 受賞・表彰
ソース：
- コリアー・トロフィー（1935年）
- 法学博士号（カリフォルニア大学ロサンゼルス校・1947年）
- レジオンドヌール勲章（1951年）
- ダンネブロ勲章（1955年）
- フランクリン・メダル（1958年）
- 米国科学アカデミーからのNAS航空工学賞（1973年[3]）他多数

カリフォルニア州サンタモニカ航空博物館には、ダグラスの銅像が設置され、彼の事務室とダグラス・エアクラフト・カンパニーの役員室が再現されている。ダグラスは、航空雑誌『フライング』が発表した航空界の英雄51人の中で7位にランクインした。